# Siboglinum pusillum
Siboglinum pusillum är en ringmaskart som beskrevs av Ivanov 1960. Siboglinum pusillum ingår i släktet Siboglinum och familjen skäggmaskar. Inga underarter finns listade i Catalogue of Life.